# Eugène André Despois

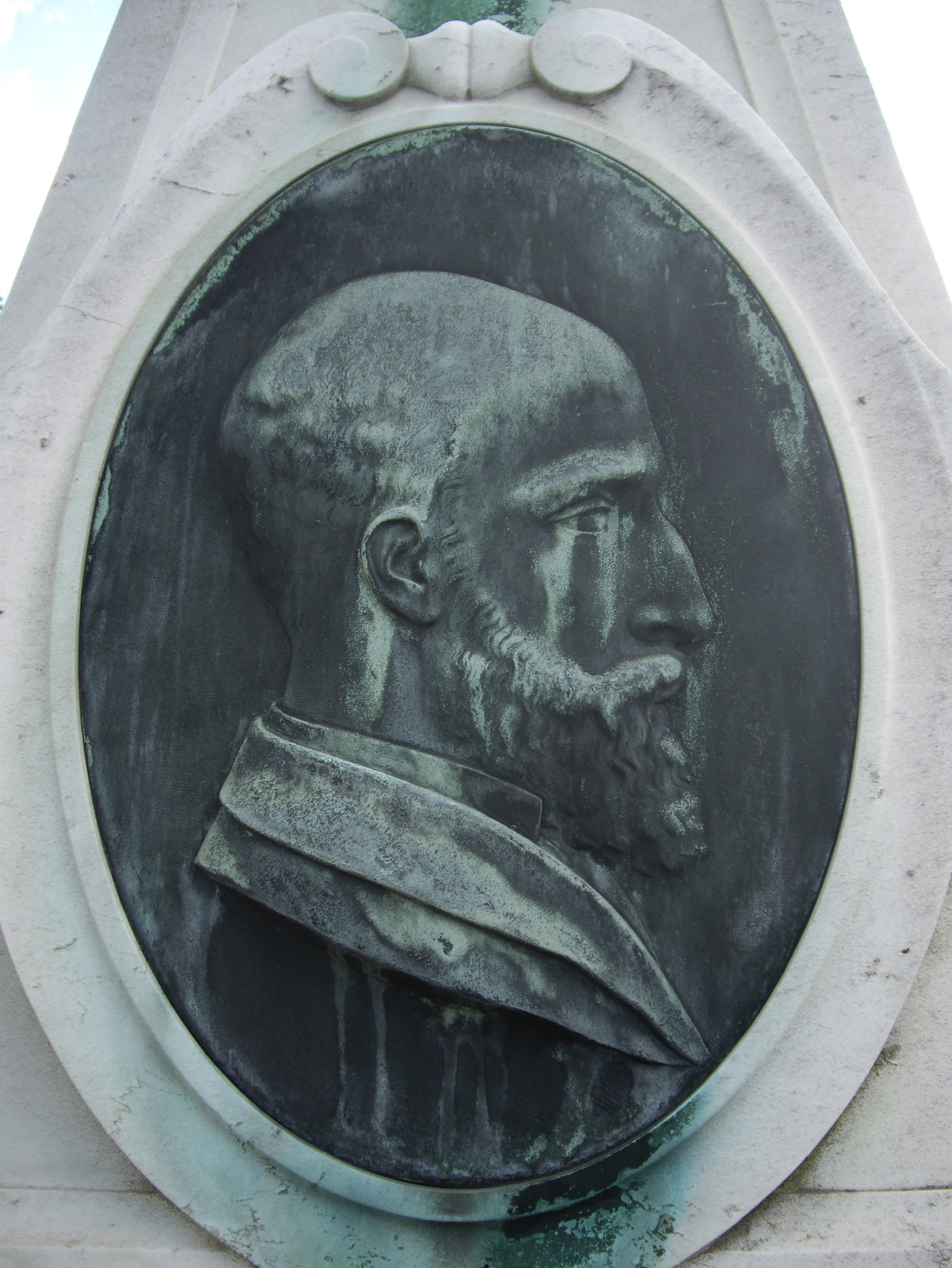
Porträt von Eugène André Despois auf seinem Grabstein

Eugène André Despois (* 25. Dezember 1818 in Paris; † 23. September 1876 ebenda) war ein französischer Schriftsteller.

## Leben
Despois wurde am Weihnachtstag 1818 in Paris geboren. Er war Lehrer der Rhetorik in Bourges, später in Paris, und legte nach dem Staatsstreich am 2. Dezember 1851 durch Napoléon III. seine Stelle nieder und widmete sich literarischen Arbeiten. Ab 1870 war er als Unterbibliothekar an der Sorbonne angestellt. Er verstarb 1876 in Paris im Alter von 57 Jahren.

## Werke
- La révolution d'Angleterre (1861).
- Les lettres et la liberté (1865).
- Le vandalisme révolutionnaire (1868).
- Le théâtre francais sous Louis XIV (1874, 2. Auflage 1882).